# غيلبرتو بيريرا
غيلبرتو بيريرا (بالبرتغالية: Gilberto Pereira dos Santos) هو لاعب كرة قدم ومدرب كرة قدم برازيلي، ولد في 9 مايو 1965 في Mirandópolis ‏ في البرازيل. لعب مع نادي الرياض ونادي إيتوانو ونادي كوريتيبا.